# This is Fats
Albums de Fats Domino
Rock and Rollin' with Fats Domino (en)
(1956) Here stands Fats Domino
(1958)
This is Fats est un album de Fats Domino, sorti en 1956.

## L'album
Jim Harrington écrit à son sujet : « [...] troisième album long format du chanteur pour Imperial, [il] demeure l'exemple le plus impressionnant de son talent, grâce à des boogie-woogies démentiels tels que Blue Monday et Honey Chile, et des chefs-d’œuvre aussi mélancoliques que So long et Poor, poor me ».
Le succès de 1940 de Glenn Miller, Blueberry Hill, bien que difficilement enregistré, Fats Domino oubliant régulièrement les paroles, se place en tête du hit-parade rhythm and blues et 2e du hit-parade pop américain, ce qui est le meilleur classement atteint par un titre de Fats Domino. 
Il fait partie des 1001 albums qu'il faut avoir écoutés dans sa vie. 

### Titres
Tous les titres sont de Dave Bartholomew et Fats Domino, sauf mentions. 
1. Blueberry Hill (Vincent Rose, Larry Stock) (2:37)
2. Honey Chile (2:00)
3. What's the Reason (I'm Not Pleasing You) (Pinky Tomlin) (2:15)
4. Blue Monday (2:32)
5. So Long (2:23)
6. La-La (2:24)
7. Troubles of My Own (2:27)
8. You Done Me Wrong (Fats Domino) (2:14)
9. Reeling and Rocking (Fats Domino, Alvin Young) (2:31)
10. The Fat Man's Hop (Fats Domino, Alvin Young) (2:37)
11. Poor, Poor Me (2:20)
12. Trust in Me (Fats Domino) (2:41)